# Valvieja
Valvieja es una localidad, pedanía del municipio de Ayllón, en la provincia de Segovia. Situada al este de la Comunidad de Castilla y León.
Pertenece a la Comunidad de Villa y Tierra que englobaba pueblos de las actuales provincia de Segovia, Soria y Guadalajara denominada Comunidad de Villa y Tierra de Ayllón.

## Historia
En la Edad Media, Valvieja se repobló o fundó por el concejo de Ayllón durante la Reconquista, perteneciendo desde entonces a la Comunidad de Villa y Tierra de Ayllón, quedando Valvieja encuadrado dentro del Sexmo de Saldaña de esa comunidad, siendo el municipio capital de este.
El municipio independiente de Valvieja fue agregardo a Ayllón en el año 1976 alegando imposibilidad de sostener un ayuntamiento en condiciones y obligándose a los pocos habitantes que le quedaban al municipio a integrarse en el municipio de Ayllón a cambio de que éstos asfaltaran el pueblo y pusieran el agua corriente, así se puso fin a la autogestión del pueblo intacta desde el medievo. 

## Geografía

### Clima
El clima de Valvieja sería por definición el Mediterráneo Continental Extremizado, con unas lluvias medias que no superan los 550 litros por metro cuadrado y unas temperaturas en el mes más frío de unos 2° de media y en el mes más cálido de 20°-21° La temperatura media anual es de 10°, la de las máximas es de 16° y la de las mínimas de 4°. La nieve es presente numerosas veces durante el invierno, y éste se extiende de noviembre a abril, pudiéndose afirmar que solamente existen dos estaciones muy extremadas. El número de heladas es de más de 150 días al año, habiendo empezado a helar a partir de la segunda quincena de agosto en algunas ocasiones, quincena que normalmente suele ser fría y desapacible.

### El pueblo
La población está asentada en un alto que emerge entre dos valles que confluyen poco más abajo, a una altitud de 1035 metros sobre el nivel del mar en Alicante, en la llanura que precede a las cumbres de la sierra de Ayllón. El punto más elevado del antiguo municipio es el Prado Saz, a una altitud de 1125 metros. El punto menos elevado son las Vegas cuando hacen frontera con el antiguo municipio de Saldaña de Ayllón (hoy también agregado a Ayllón), a una altura poco más o menos de 995 metros. Así vemos que, aun siendo una zona de muchas cuestas, las diferencias altimétricas no son destacables. 

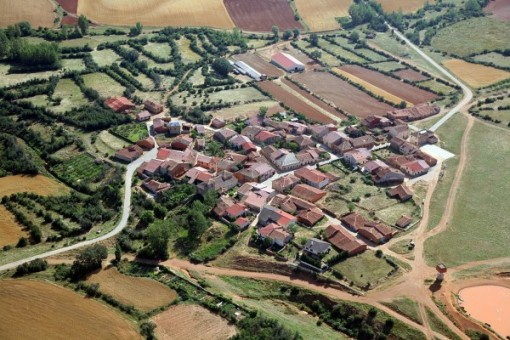
Vista aérea de la localidad.

La mayoría de las viviendas del pueblo han sido construidas o restauradas a finales del siglo XX, puesto que el empleo de adobe para su construcción hace que todos los inmuebles antiguos estén ya derrumbados o en estado de ruina. La única construcción anterior a esa época que sigue en pie es la Iglesia de San Andrés, localizada en el centro del pueblo, y que desde 2005 cuenta con iluminación nocturna de tono anaranjado que hace que sea visible desde cualquier parte del pueblo.

### El antiguo municipio
Valvieja ostentó hasta 1976 uno de los municipios más grandes de todo el nordeste de Segovia. Su terreno se extendía desde el Prado Saz al sur, en el sureste restaba el despoblado de Vallejuela o Valviejuela, en la frontera con Villacorta, en el lado este el Monte Horca de 1083 metros con unas formidables vistas que en días claros nos permiten ver prácticamente Navacerrada, fronterizando con Francos y en el lado norte Ayllón, a solamente 5,3 kilómetros por un camino que une las poblaciones. Por último en el lado oeste están las Vegas, que fronterizan con Saldaña, y por encima de ellas, El Monte, pico que con sus modestos 1034 metros destaca sobre las Vegas a 990-1000 metros. El linde con Ribota está en el suroeste, en los Cerros.

## Geografía humana

### Demografía
| Gráfica de evolución demográfica de Valvieja entre 1842 y 1970 |
| |
| Población de derecho según los censos de población del INE Población de hecho según los censos de población del INEEntre el censo de 1981 y el anterior, este municipio desaparece porque se integra en el municipio 40024 (Ayllón) |

| 20            | 16 | 16 | 16 | 16 | 20 | 19 | 19 | 17 | 18 | 17 | 15 | 10 | 8 |
| (Fuente: INE) |    |    |    |    |    |    |    |    |    |    |    |    |   |

### Economía

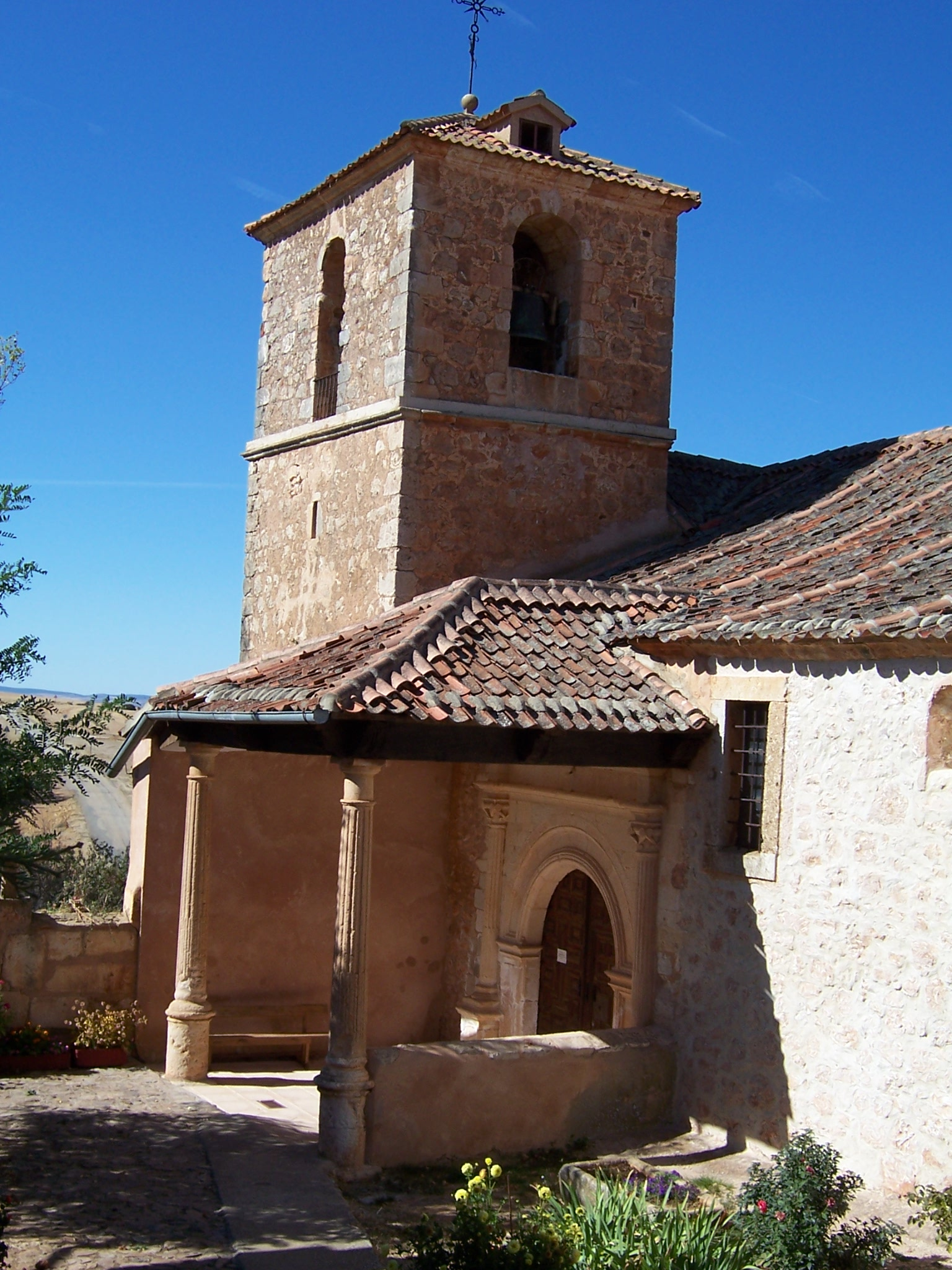
Iglesia de San Andrés.

La economía del pueblo, como en casi toda la comarca, está basada en el sector primario. El cultivo de trigo y cebada se extiende por la mayoría de tierras del término de Valvieja. La horticultura se practica en pequeñas huertas, de uso particular, sin más fin que el consumo propio. No existen plantaciones de frutales debido a que en el término no hay ninguna zona excesivamente húmeda para su cultivo, a diferencia de los vecinos Francos o Estebanvela que cuentan con grandes extensiones de frutales a lo largo de la orilla del Río Aguisejo.
En cuanto a la ganadería, permanecen en el pueblo dos explotaciones ovinas con un centenar de cabezas cada una, dedicándose los ganaderos al pastoreo de las mismas.

## Parajes
Valvieja se encuentra en una llanura rodeada de montes bajos de escaso atractivo debido a que están dedicados al cultivo. Sin embargo bastantes parajes bonitos y singulares se encuentran a menos de 30 km a la redonda. 
- En el sur se encuentra la sierra de Ayllón, limítrofe con la provincia de Guadalajara, y cuya escarpada orografía y altura permite la aparición de bosques de hayas, robles y pinos (por repoblación estos últimos). Cabe destacar el parque natural Hayedo de Tejera Negra, o la zona de La Quesera y La Pinilla, donde abundan bonitas rutas de senderismo de montaña.

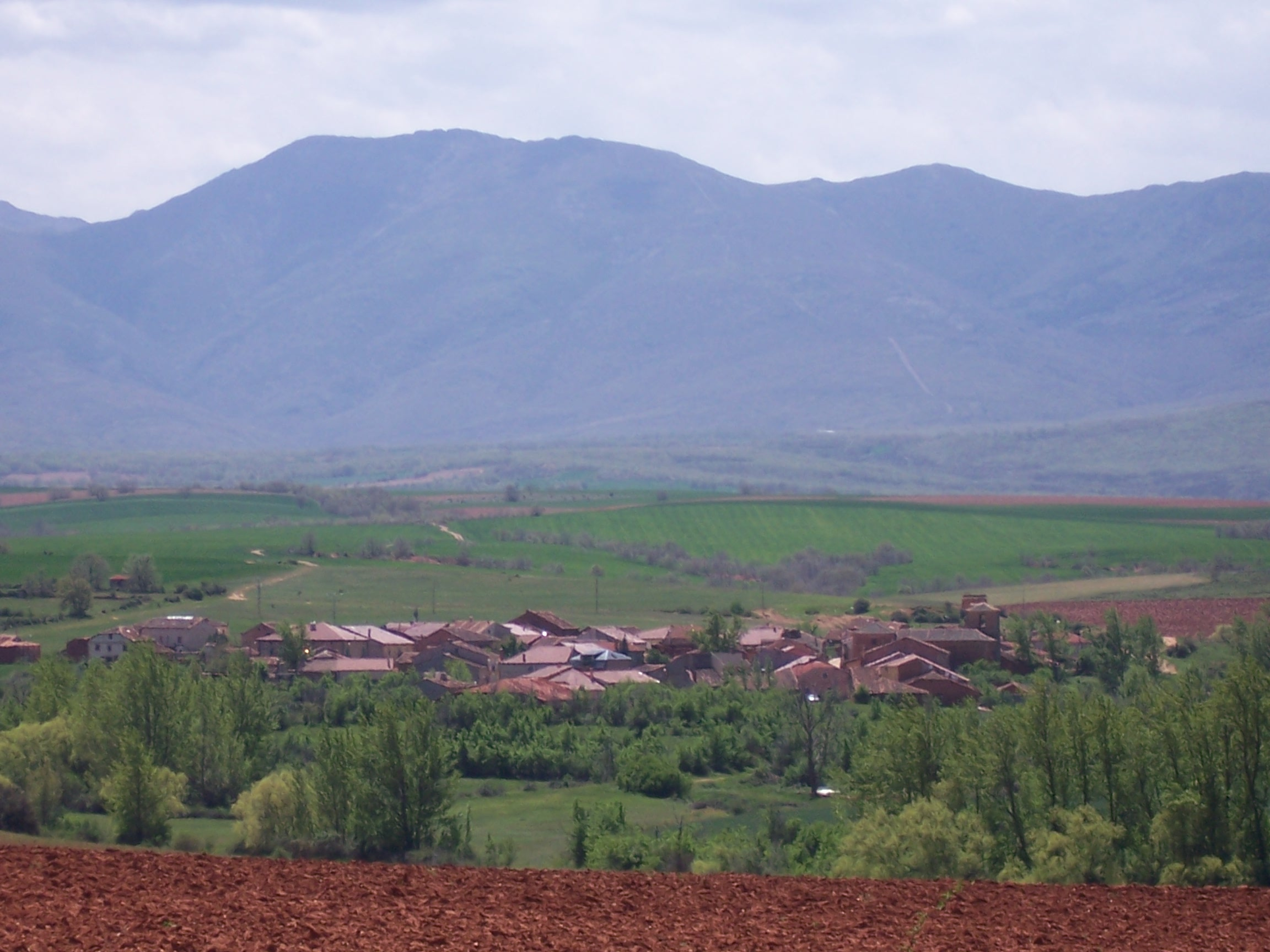
Valvieja se sitúa a los pies de la sierra de Ayllón, con cimas que superan los 2000 m

- Hacia el saliente se encuentra la provincia de Soria. Valvieja está apenas a 4 km del límite con la misma. Pasado El Burgo de Osma se llega al parque natural del Cañón del Río Lobos, y en Montejo de Tiermes se encuentra el yacimiento arqueológico de Tiermes, un antiguo asentamiento prehispánico habitado en época celtíbera por los arévacos.
- Al norte de Valvieja está Ayllón, cabeza del municipio al que pertenece Valvieja. En Ayllón se pueden ver muchos restos de la época medieval, como restos de la muralla, el arco de entrada (restaurado recientemente), o parte de la antigua fortaleza en la zona más alta del pueblo. Otro pueblo cercano, también de pasado medieval, es Maderuelo, situado en un alto sobre el pantano de Linares. La presa que cierra este pantano se encuentra al principio de las Hoces del río Riaza. De interés son también las abundantes buitreras en las rocas, o el antiguo pueblo de Linares del Arroyo, sumergido bajo las aguas del pantano. En veranos de sequía, la cúspide de la iglesia emerge sobre las aguas, al igual que lo hace el antiguo puente romano que unía Maderuelo con la otra orilla del río Riaza.
- Hacia el Oeste se extiende la enorme meseta que es Castilla y León. Cabe destacar, cerca de Sepúlveda, el parque natural de las Hoces del Río Duratón, un profundo cañón excavado por el río Duratón.

## Fiestas

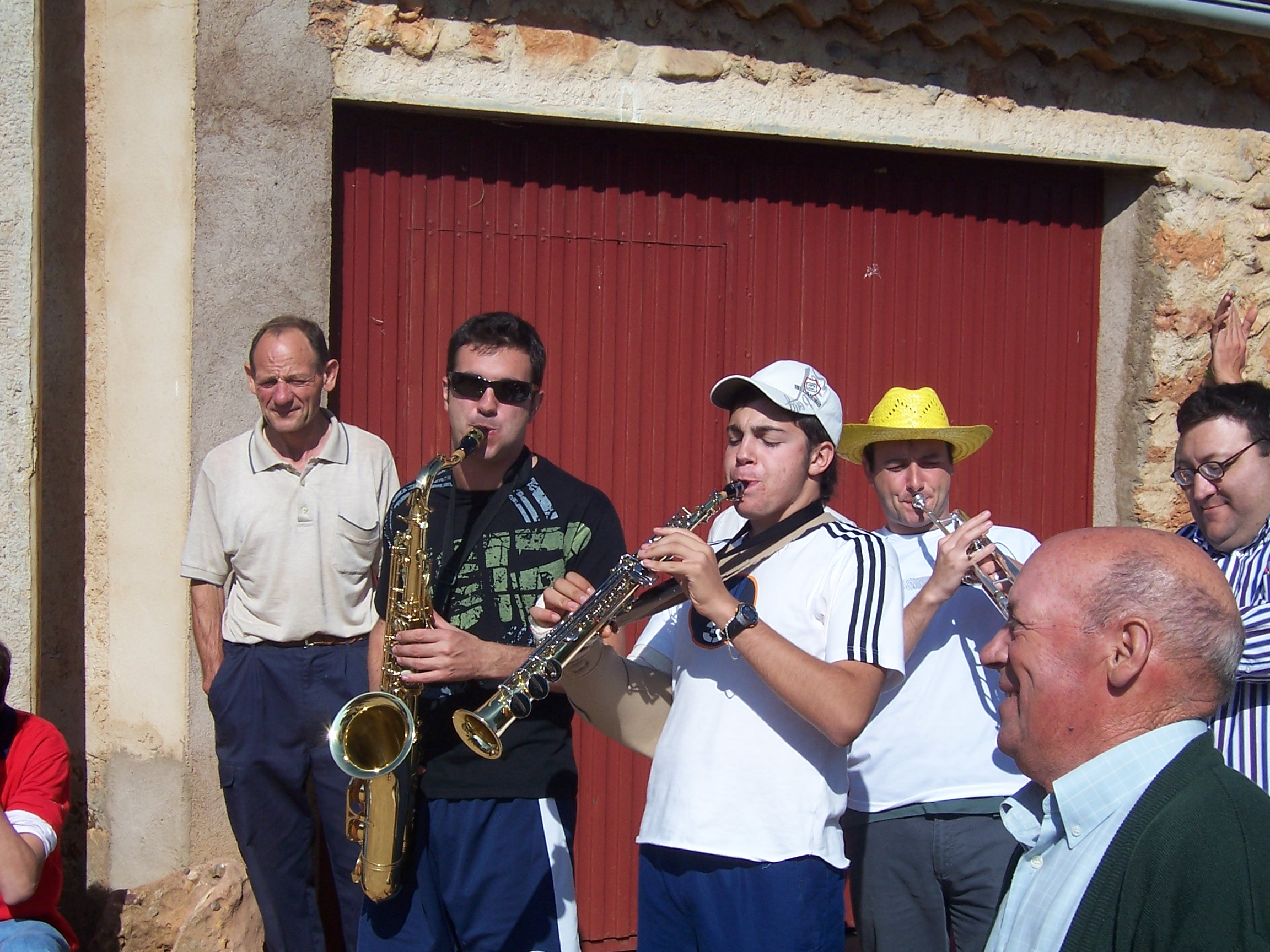
Varios componentes de la charanga del pueblo en la diana previa a la misa del domingo.

Las fiestas de la población son celebradas el penúltimo fin de semana de agosto, en Honor al Cristo de la Luz. La víspera de las fiestas, jueves, es típico celebrar lo que allí se conoce como "Los Perrillos", que consisten en que los mozos mayores (o los chavales del pueblo) van a por los mozos novatos (de unos 14 años), puesto que éstos están escondidos por el pueblo. Cuando los han pillado, enraman casa por casa las ventanas y adornan la puerta de la iglesia con un arco hecho por ellos mismos a base de ramas de chopo. 
Ya el viernes se inician oficialmente los festejos con un repique de campanas al que prosigue un desfile de disfraces, siempre animado por la charanga del pueblo. Acto seguido hay baile. El sábado se hacen juegos para los niños y competiciones para los mayores. Durante la noche vuelve a haber baile con orquesta. El domingo todo el mundo come el cordero. Es en la franja de cuatro horas que va de las 2 de la tarde a las 6 cuando el pueblo alcanza la óptima población, que es de unos 200-300 habitantes. El domingo por la noche se hace la chocolatada popular y se da por terminada la fiesta. Durante los dos días hay misas en honor al patrón y una procesión.

## Asociación "El Cubillo"
Se trata de la única asociación existente en Valvieja, de la cual son socios la gran mayoría de vecinos del pueblo. Su objetivo es el desarrollo cultural del pueblo, principalmente durante el periodo estival, que es cuando más gente hay. Para ello se centra mayormente en tres aspectos:

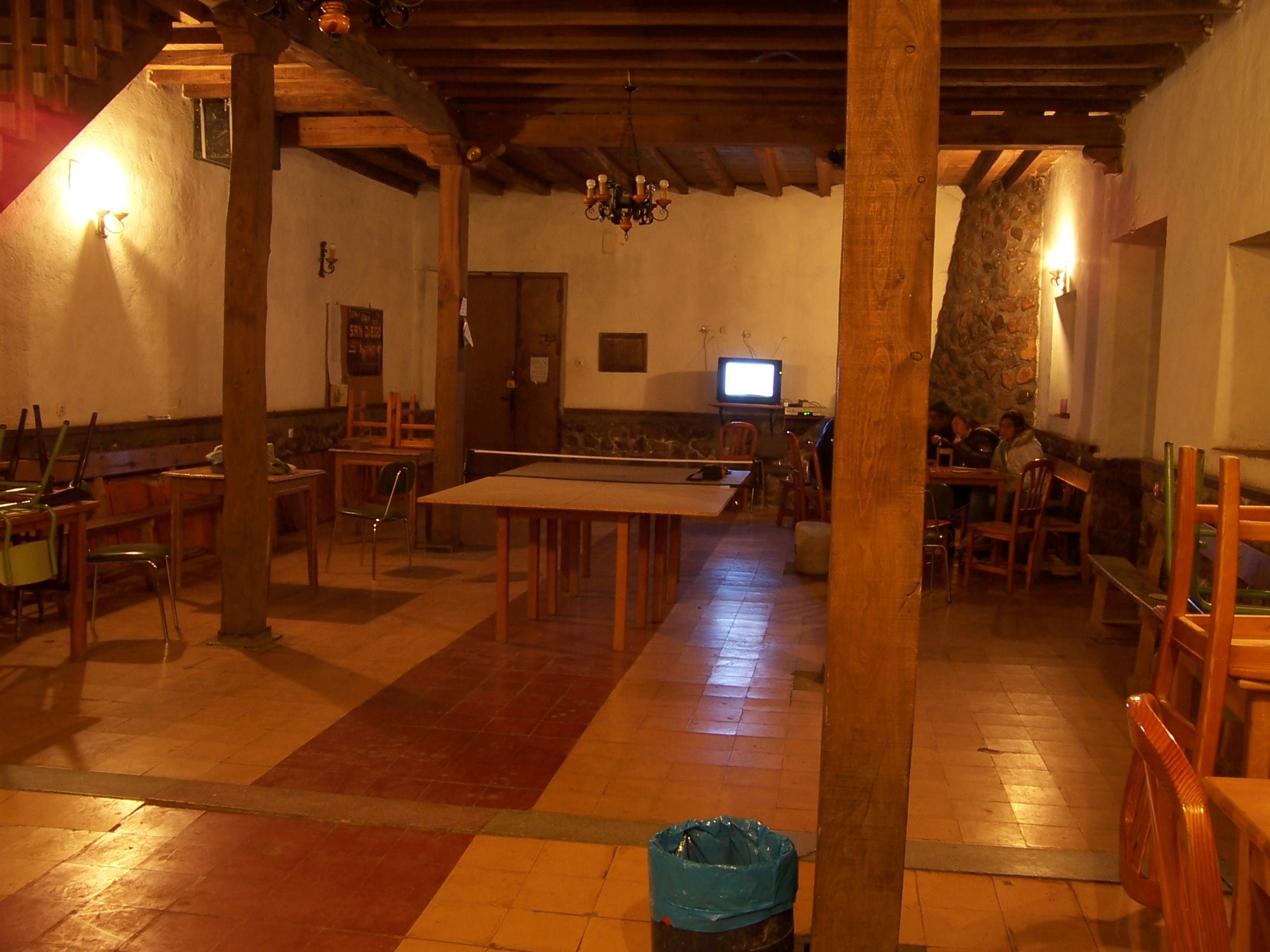
Centro Cultural El Cubillo.

- La organización de las fiestas: Abarca desde la contratación de la orquesta, allá por el mes de enero (normalmente se delega esta tarea en alguien que realmente entienda), hasta organizar juegos y campeonatos para los niños, gimkanas, torneos de petanca, etc. Uno de los aspectos más importantes, debido a que es la principal fuente de ingresos, es la organización de las barras para los días de la fiesta. Se montan el día de regueras, cuando también se aprovecha para limpiar un poco la zona, adecentar el propio Centro, y tomarse unos choricillos después como recompensa al duro esfuerzo realizado. Los turnos de barra los llevan a cabo los jóvenes. También se puede considerar como parte de las fiestas las cenas populares que se organizan, el sábado siguiente a las fiestas para los adultos, y dos sábados después para los jóvenes, ambas en el local de la Asociación, el Centro.

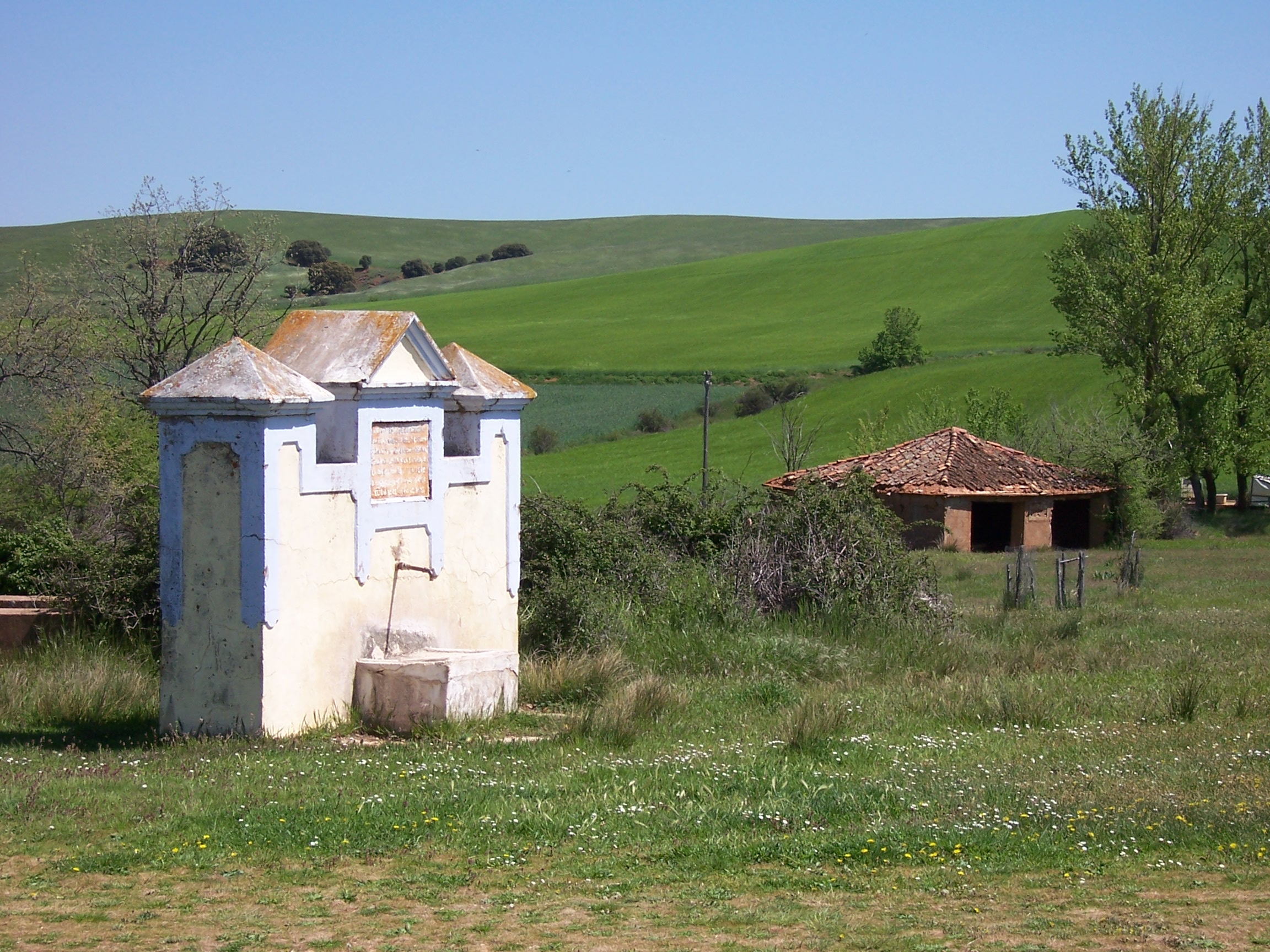
La fuente de El Cubillo es ya un símbolo del pueblo. Se encuentra en la entrada al pueblo desde Francos. Lástima que debido al deterioro de las tuberías dejó de echar agua hace ya un lustro.

- El Centro: Se trata del local de reunión del pueblo, sede de la Asociación. Antigua ermita, se restauró en la década de los 90 para poderlo usar como un amplio local de dos pisos con una barra de bar, en el cual poder pasar el tiempo jugando a las cartas, tomando algo, viendo la tele, jugando a la consola, etc. Para ello la Asociación invierte dinero en su cuidado y en la compra del material que se precise, ya sea bebidas, artículos de limpieza, o de entretenimiento como el recién adquirido futbolín.

- El propio pueblo: Esta función se lleva a cabo utilizando la Asociación como elemento de representación de Valvieja en el Ayuntamiento de Ayllón, canalizando a través de ella peticiones populares para que tengan más fuerza a la hora de solicitarlas al consistorio. Directamente se han hecho algunas obras, como una fuente en el frontón, restauración de El Cubillo, o la plantación de árboles en esta misma zona (murieron, pero se intentó). Esto es así debido a que una asociación no tiene presupuesto suficiente para asfaltar una calle, arreglar un frontón o cambiar la red de abastecimiento de agua para aumentar la presión en todo el pueblo; pero sí tiene la capacidad de llevar estas demandas populares a conocimiento del ayuntamiento.